# Fashion and Textile Museum
El Museo de la Moda y Textiles (en inglés The Fashion and Textile Museum) es un museo de ropa de moda y textiles que se ubica en Bermondsey, Londres. Fue creado por la diseñadora de nacionalidad británica Zandra Rhodes en 2003. El museo es parte del Newham College of Higher Education. 
En lugar de producir una muestra fija, el Museo Londinenese para la moda y los tejidos brinda una programación permanente de muestras temporales que suelen abarcar diferentes temáticas, como Moda y fotografías de los años treinta, por ejemplo, que se prolongó hasta el mes de enero de 2019.[cita requerida]
El museo se halla situado en un almacén reformado que rediseñó el arquitecto mexicano Ricardo Legorreta en cooperación con Rhodes. Este fue el edificio inicial de Legorreta en el continente europeo. Aparte del área de exhibición, la edificación tiene un taller textil y un taller de estampado, y áreas residenciales privadas. El edificio es también un destino turístico en sí mismo gracias a su característica mezcla de colores de rosa fuerte, naranja quemado, azul brillante y amarillo.